# Tegostoma albizonalis
Tegostoma albizonalis là một loài bướm đêm trong họ Crambidae.